# یواس‌ان‌اس پونچاتولا (تی-ای‌او-۱۴۸)
یواس‌ان‌اس پونچاتولا (تی-ای‌او-۱۴۸) (به انگلیسی: USNS Ponchatoula (T-AO-148)) یک کشتی است که طول آن ۶۵۵ فوت (۲۰۰ متر) می‌باشد. این کشتی در سال ۱۹۵۵ ساخته شد.